# Maschawera (Fluss)
Die Maschawera (georgisch მაშავერა) ist ein Fluss in der Region Niederkartlien von Georgien. Sie verläuft etwa 60 km südwestlich der Hauptstadt Tiflis.
Ursprung des Flusses ist die Vereinigung der beiden Flüsse Sarpdere und Nasiklitsch, die von den Osthängen des Berges Emikli (3053 m) im Dschawacheti-Gebirge herabströmen, auf einer Höhe von 1358 m. Die Maschawera hat eine Länge von 66 km und mündet auf einer Höhe von 390 m in den Fluss Chrami. Das Einzugsgebiet des Flusses umfasst eine Fläche von 1390 km².
Die Breite des Flusses schwankt zwischen 2 m (bei Dschawachi) und 20 m (bei Bolnissi), seine Tiefe zwischen 40 cm und 120 cm. Die Fließgeschwindigkeit des Maschawera beträgt zwischen 0,6 und 2,0 m/s.
Am linken Ufer des Flusses befand sich die kaukasiendeutsche Kolonie Katherinenfeld, die heutige Bolnissi, gegenüber der Mündung in den Chrami das Dorf Traubenberg, heute Tamarissi.